# Jonathan Joubert
Jonathan Joubert (né le 12 septembre 1979 à Metz) est un footballeur franco-luxembourgeois qui joue actuellement au poste de gardien de but pour le Swift Hesperange. Il compte 90 sélections avec le Luxembourg depuis 2006.

## Biographie
Né à Metz, Joubert est international français U16 aux côtés d'Anthony Reveillère, avec comme concurrents dans les buts Sébastien Frey et Rémi Vercoutre. Il commence sa carrière au niveau senior au FC Metz en 1997. 

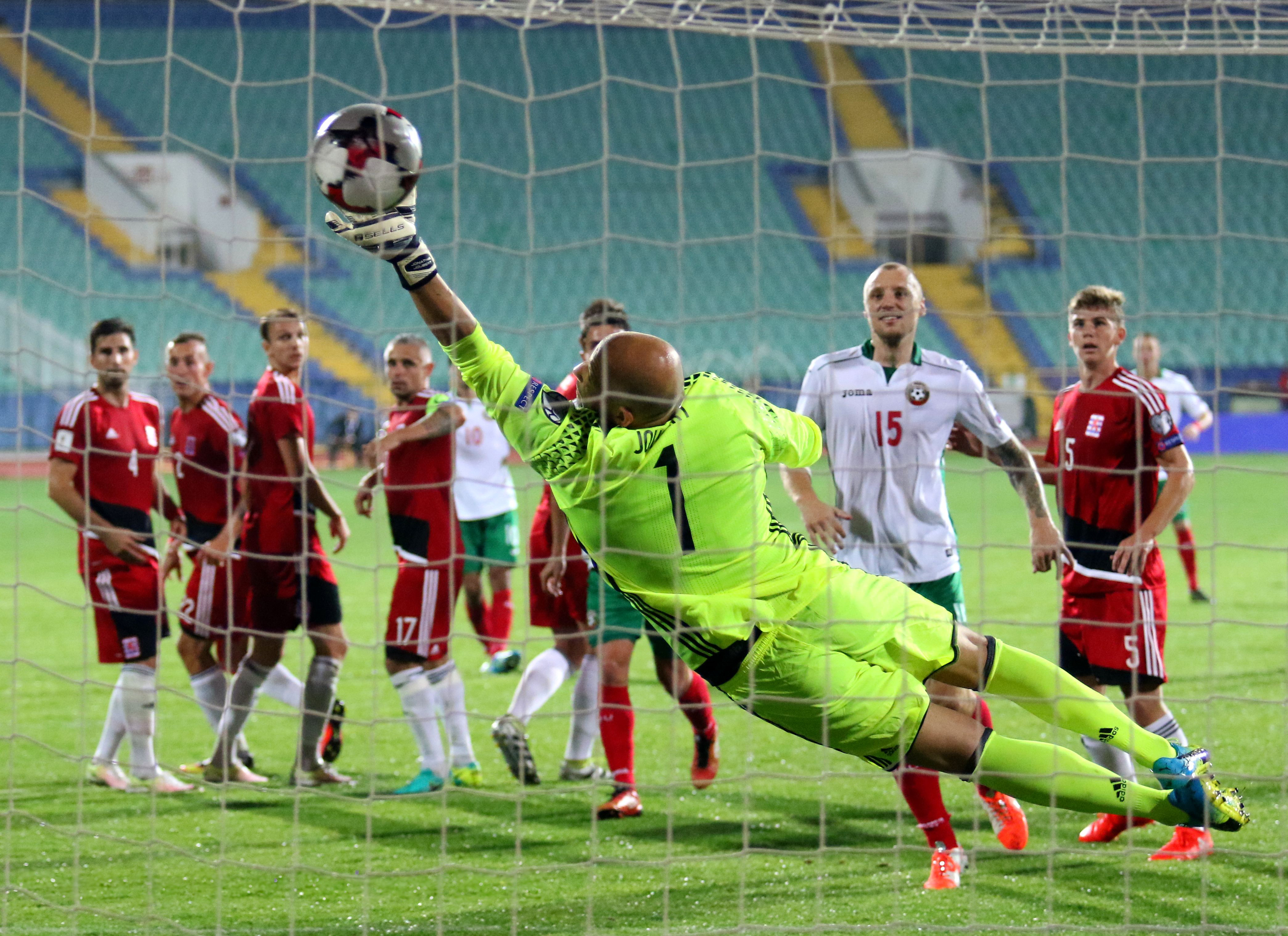
Joubert sous le maillot luxembourgeois.

Il décide de jouer au Luxembourg au CS Grevenmacher. En 2004, il quitte le CS Grevenmacher pour le F91 Dudelange. 
Deux ans plus tard, en 2006, il honore sa première sélection avec l'équipe du Luxembourg de football contre le Portugal (défaite 3-0).
En 2017, il permet au Luxembourg de réaliser un match nul historique 0-0 face à la France, future championne du monde. Sa performance fut saluée par Didier Deschamps, le sélectionneur français.

## Carrière en club
| Année     | Club            | Matchs (buts)      |
| 1997-1999 | FC Metz II      | 12 (0) France      |
| 1999-2004 | CS Grevenmacher | 131 (0) Luxembourg |
| 2004-     | F91 Dudelange   | 99 (0) Luxembourg  |

## Palmarès
- Championnat du Luxembourg : 2011, 2012, 2014, 2016 et 2017
- Coupe du Luxembourg : 2016